# 인테로게이션
《인테로게이션》(영어: 1 Interrogation)은 2018년 미국 범죄 영화이다.

## 출연진
주연
- 댄 휴윗 오웬스 - 빌 다니엘스 형사 역
- 채리디 브론스키 - 앤 워커 역
- 대니 탬버로 - 크리시 젱크스 역
- 톰 아놀드 - 로버트 젱크스 역

출연
- 프랭크 파릴로 - 크레이지 빌리 역
- 샤론 개리슨 - 골디 역